# Хав'єр Гонсалес
Хав'єр Гонсалес (ісп. Javier González, 11 травня 1939, Ліма — 11 квітня 2018, Ліма) — перуанський футболіст, що грав на позиції півзахисника.

## Клубна кар'єра
У дорослому футболі дебютував 1958 року виступами за команду «Уніон Кальяо», в якій провів один сезон, після чого виступав за інші перуанські команди «Спорт Бойз» та «Чоррільос». 1969 року перейшов до клубу «Альянса Ліма», за який відіграв 5 сезонів. Завершив професійну кар'єру футболіста виступами за команду «Альянса Ліма» у 1973 році.

## Виступи за збірну
28 липня 1967 року дебютував в офіційних іграх у складі національної збірної Перу в товариському матчі проти Уругваю (0:1).
У складі збірної був учасником чемпіонату світу 1970 року у Мексиці. У грі першого туру проти Болгарії (3:2) він вийшов на 28-й хвилині замість травмованого захисника Елоя Кампоса. У подальших матчах на поле не виходив, а його команда дійшла до чвертьфіналу турніру. Після «мундіалю» за збірну також більше не грав. Загалом протягом кар'єри у національній команді, яка тривала 4 роки, провів у її формі 16 матчів.
Помер 11 квітня 2018 року на 79-му році життя у місті Ліма.